# Martín Francisco Picart
Martín Francisco Picart (Pamplona, 1688 - Ibidem, ca. 1760) va ser un impressor espanyol, actiu al voltant de 1734, quan va succeir en el negoci al seu pare Francisco Picart. La seva activitat va ser modesta, centrada en encàrrecs menors, ja que en els vint anys en què va estar al capdavant del taller sol es coneix la impressió de quatre llibres. El 1754 el va succeir el seu gendre Antonio Castilla. Va morir pocs anys més tard.

## Biografia
Va ser el primogènit de l'impressor Francisco Picart i de Josefa de Guirguillano. Va rebre el baptisme el 2 de novembre de 1688 a la parròquia de sant Nicolau de Pamplona, sent el seu padrí l'impressor Martín Gregorio de Zabala.
El 1714, als 26 anys, es va casar amb Catalina Garralda, natural de Zubiri; la cerimònia va tenir lloc a Pamplona, a la parròquia de sant Joan Baptista, que estava situada dins de la catedral. No es coneixen fills d'aquest primer matrimoni ni altres detalls sobre aquest. El 1725, amb 37 anys, residia amb la seva esposa a una casa del carrer Navarrería, pròxima al taller del seu pare, llogada per 16 ducats anuals. Per aquestes dates, quan havia format una llar, el seu pare, amb la finalitat de millorar la situació laboral, va sol·licitar a les Corts de Navarra el càrrec d'impressor del Regne per a ell o per al seu fill, que era qui realment necessitava d'aquest treball. No va ser atesa la seva sol·licitud.
Entorn de 1730 va contreure segones núpcies amb María Fermina de Mendioroz, natural de Guirguillano. No sabia llegir i posseïa terres, ja que el 1751 va vendre una vinya de dues robades i nou almutades. En aquest matrimoni va tenir tres fills: María Francisca, nascuda el 1735; Bernardino José (1743) i Antonia Javiera Hilaria, nascuda el 1747 quan ell tenia 59 anys.
La primogènita, María Francisca, es va casar el 1757 amb Juan Antonio Castella, qui feia tres anys que s'havia fet càrrec de la impremta. Ell era deu anys major que ella i cal suposar que va assumir la direcció del taller per malaltia de Martín Francisco Picart, que va morir entorn de 1760. Bernardino José, el fill de Picart, era massa jove —tenia 14 anys— per a assumir la direcció del negoci.
El 1766 es confirma que Martín Francisco Picart havia mort, perquè no figurava en la relació d'impressors de Pamplona elaborada pel Consell Reial de Navarra.

## Impremta

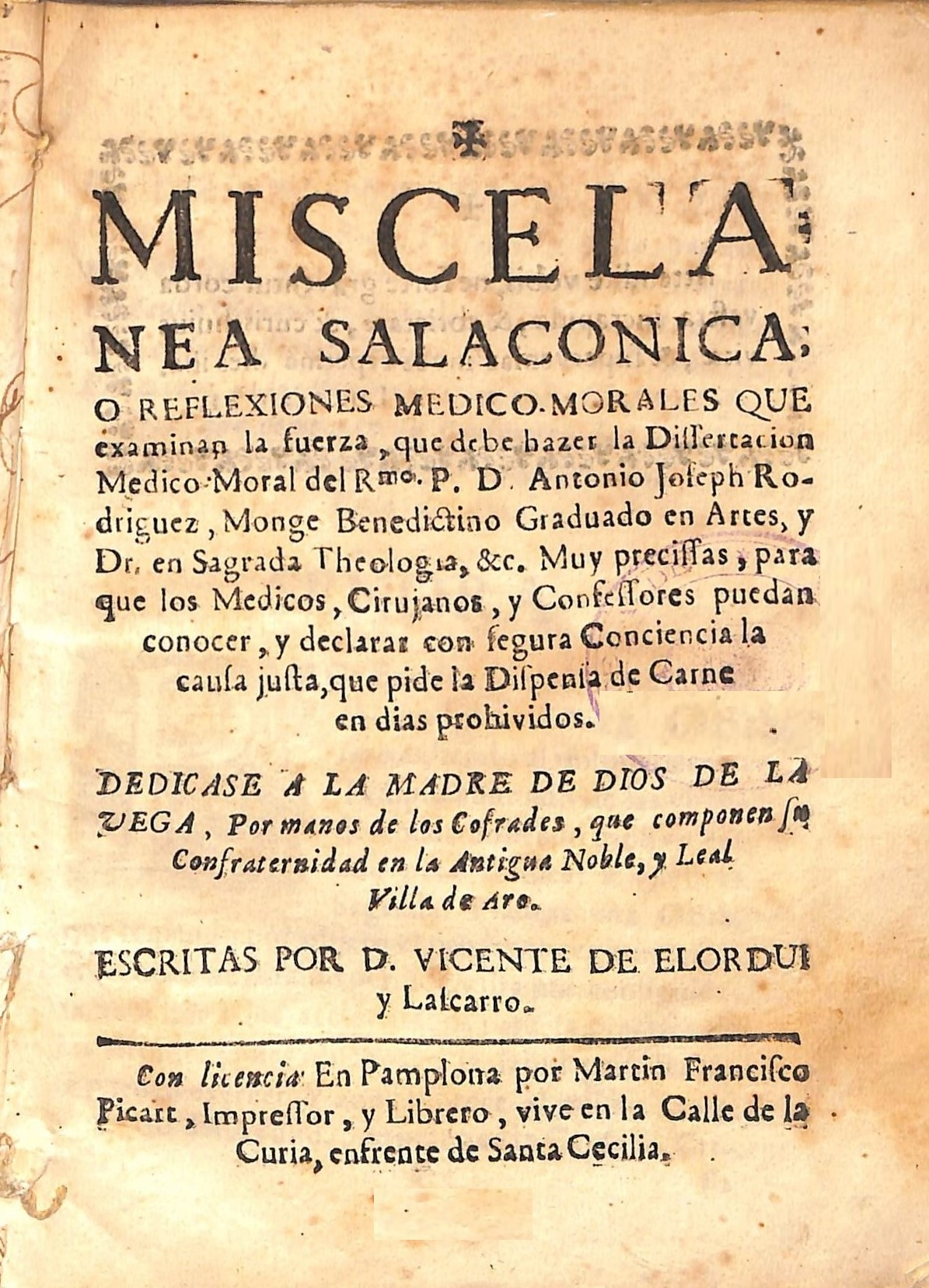
Llibre sobre els malalts i el dejuni eclesiàstic, imprès per Martin Francisco Picart, "impressor i llibreter" 1740

Va treballar sempre al taller del seu pare. El 1734, quan aquest tenia 65 anys, Martín Francisco va començar a dirigir el negoci familiar. El 1738 el seu nom apareix al peu d'impremta del llibre Història de la Universitat d'Irun, amb la indicació: «Viu al carrer de la Cúria, enfront de [la font de] santa Cecilia», un espai en el qual es congregaven bona part de les impremtes i llibreries de Pamplona. A l'any següent, el 1739, signa una carta de pagament per a saldar un deute de 35 ducats que els seus pares havien contret amb María de Garatea vuit anys abans.

### El taller el 1740
Una inspecció del Consell Reial sobre les impremtes pamplonesas, realitzada el 1740, ofereix l'oportunitat de trobar a Martín Francisco treballant a la «botiga del vestíbul» del seu pare del carrer Cúria. L'acta de la inspecció facilita informació sobre l'establiment: constava d'una «cambra o oficina on té les premses per a imprimir» (en aquella època la possessió de més d'una premsa era una dotació destacada a la impremta de Pamplona) i d'una «botiga, sala i altres cambres». El seu pare no es trobava al taller i ell treballava en la impressió del Pronòstic, un fullet de gran demanda i baix preu amb informació sobre l'any esdevenidor.

### Personal del taller i producció de llibres
El 1747 Martín Francisco, quan els seus tres fills eren menors d'edat, va sumar un aprenent a la impremta. Es tractava de Joaquín de Barastey, fill d'Ignacio, també impressor. Com era pràctica habitual en aquests casos, Picart es va comprometre a acollir al jove per sis anys i mig, proporcionar-li vestit i calçat, i ensenyar-li l'ofici d'impressor i llibreter.
No es té notícia que tingués assalariats fixos en el seu taller. Únicament l'atendrien ell i el seu germà, Martín Francisco, deu anys més jove.
Cap al 1754, quan li va faltar la salut, va contractar a Antonio Castella, qui tres anys després se casaria amb la seva filla primogènita, María Francisca, i d'aquesta manera va passar a dirigir el negoci.
Només es coneixen quatre llibres impresos en vint anys d'activitat: un tractat del sacerdot Francisco de Gainza en el qual afirmava que Irun era la ciutat vascona Turissa (1738); un tom de 248 pàgines del sacerdot de La Rioja Vicente d'Elordui en el qual polemitzava amb el cistercenc Antonio José Rodríguez sobre les circumstàncies en les quals procedia donar permís als malalts per a menjar carn els dies de dejuni eclesiàstic (1746); un modest imprès, en setzè, amb una novena a santa Llúcia (1745); i l'obra del monjo Jerónimo de Zaragoza León Benito Martín sobre Sallent de Gállego, la seva localitat natal (1750).

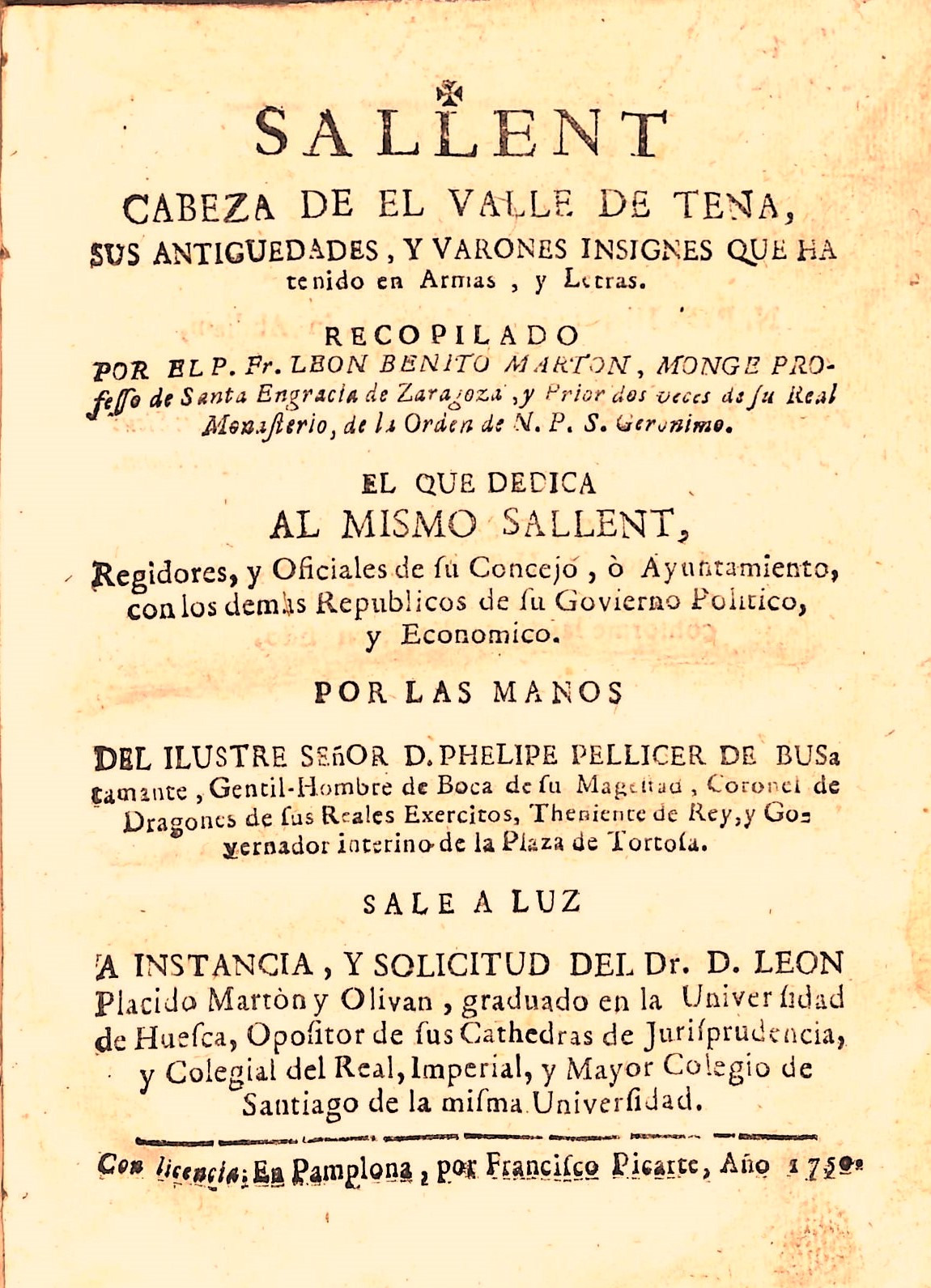
Al peu d'impremta figura "Francisco Picarte" i, en contra de l'habitual, no indica el seu ofici d'impressor i llibreter

Martín Francisco Picart va ser l'impressor pamplonés del segle XVIII amb menor producció de llibres. Així doncs, el negoci obert pel seu pare, durant les dues dècades que va estar sota la direcció del fill degué ser modest, dedicat preferentment a encàrrecs menors.
Als peus d'impremta Martín Francisco signa com a impressor i llibreter. No obstant això, no es tenen notícies sobre la segona activitat, la qual cosa indueix a pensar que va mantenir oberta la llibreria que havia heretat del seu pare encara que amb un nivell baix, semblant al de la impremta.

## Competència per la impressió de papers judicials
Juntament amb altres impressors de la ciutat pretén accedir al mercat d'impresos oficials que entorn de 1740 controla Pedro José Ezquerro. A aquest efecte, presenta diverses reclamacions davant les instàncies oficials. Es donava la circumstància que el seu pare, Francisco Picart, juntament amb Pedro José Ezquerro, havien gaudit del títol d'impressors del Consell Reial, que els conferia l'exclusiva d'imprimir els memorials i altres expedients dels tribunals reials. Aquest encàrrec, sens dubte, suposaria una font regular i sanejada d'ingressos. Martín Francisco, una vegada mort el seu pare, pretén continuar amb el gaudi d'aquest privilegi, però li és denegat i en endavant serà Pedro José Ezquerro qui l'exerceixi en solitari. La batalla legal per accedir a aquest mercat serà llarga i costosa; així, el 1751 continuava el plet contra el privilegi de Pedro José Ezquerro, impulsat pels impressors Martín Francisco Picart, Miguel Antonio Domech i Francisca de Neira.
El 1740 Martín Francisco, en companyia dels impressors i llibreters de la ciutat, havia presentat un recurs contra la resolució del Consell Rejal que concedia al Pedro José Ezquerro el monopoli de la impressió i venda dels “pronòstics”.

## Galeria d'imatges

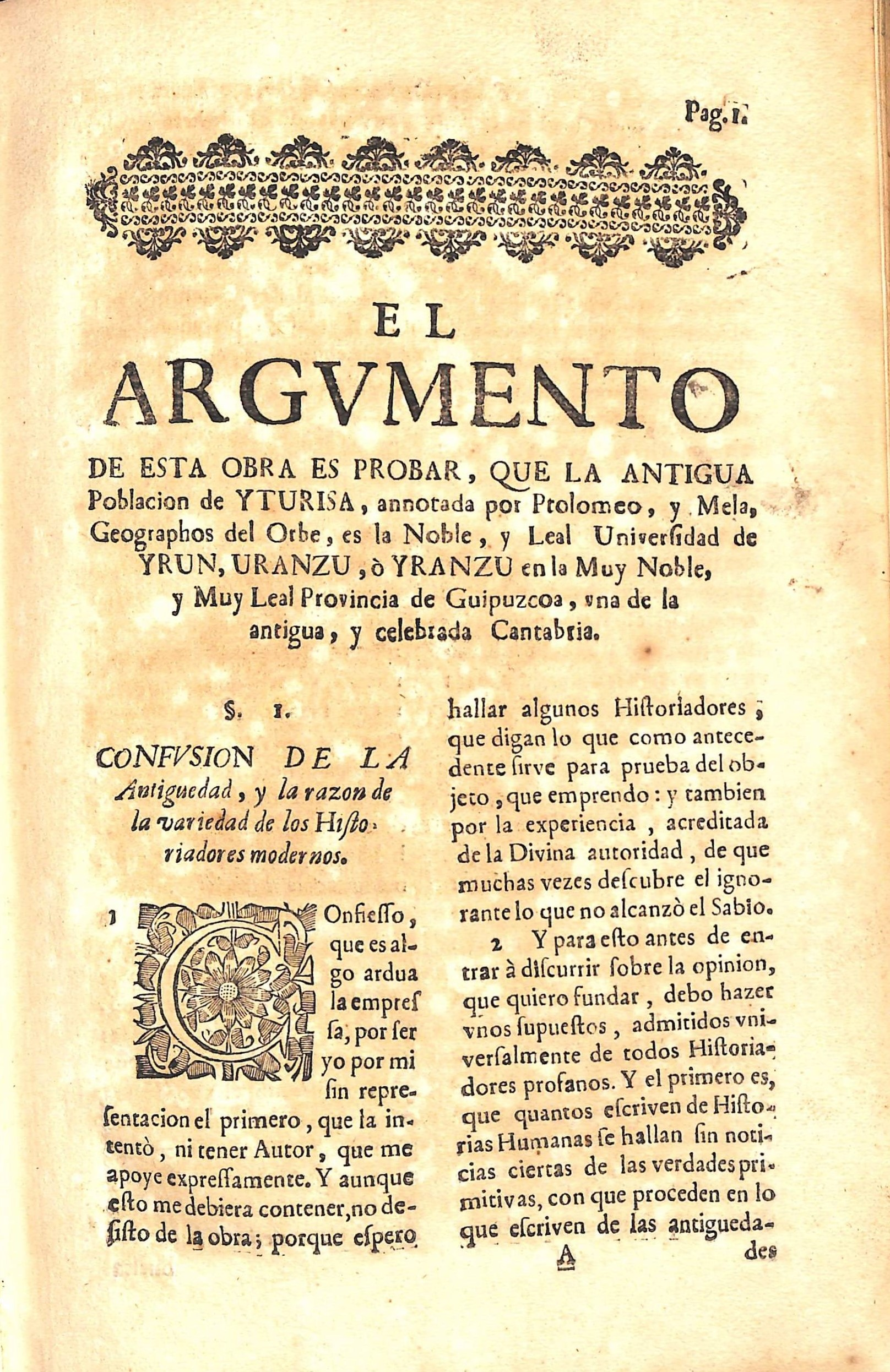
Irún (1738). "Argument" de la obra
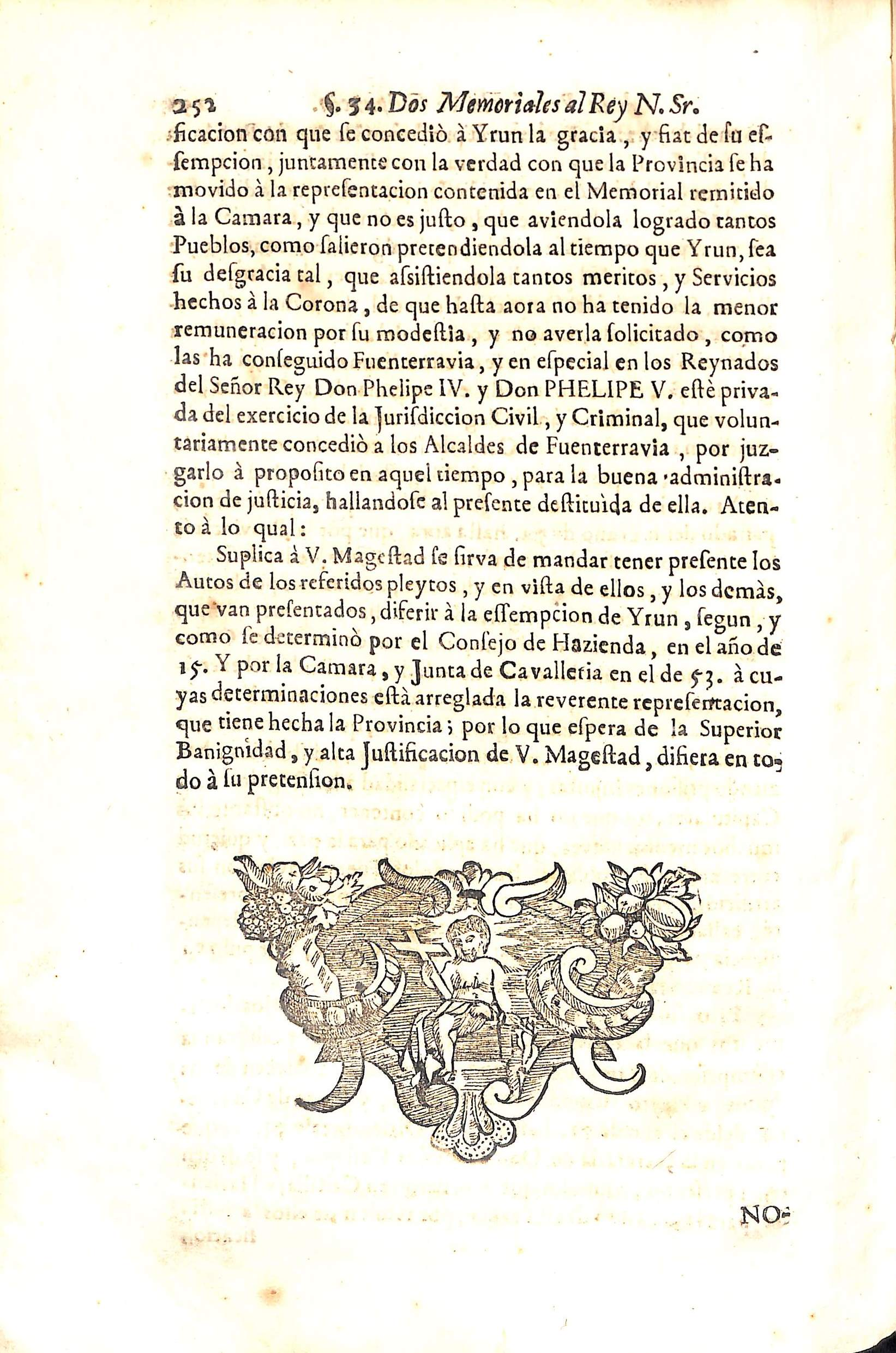
Irún (1738). Viñeta xilográfica de final de texto
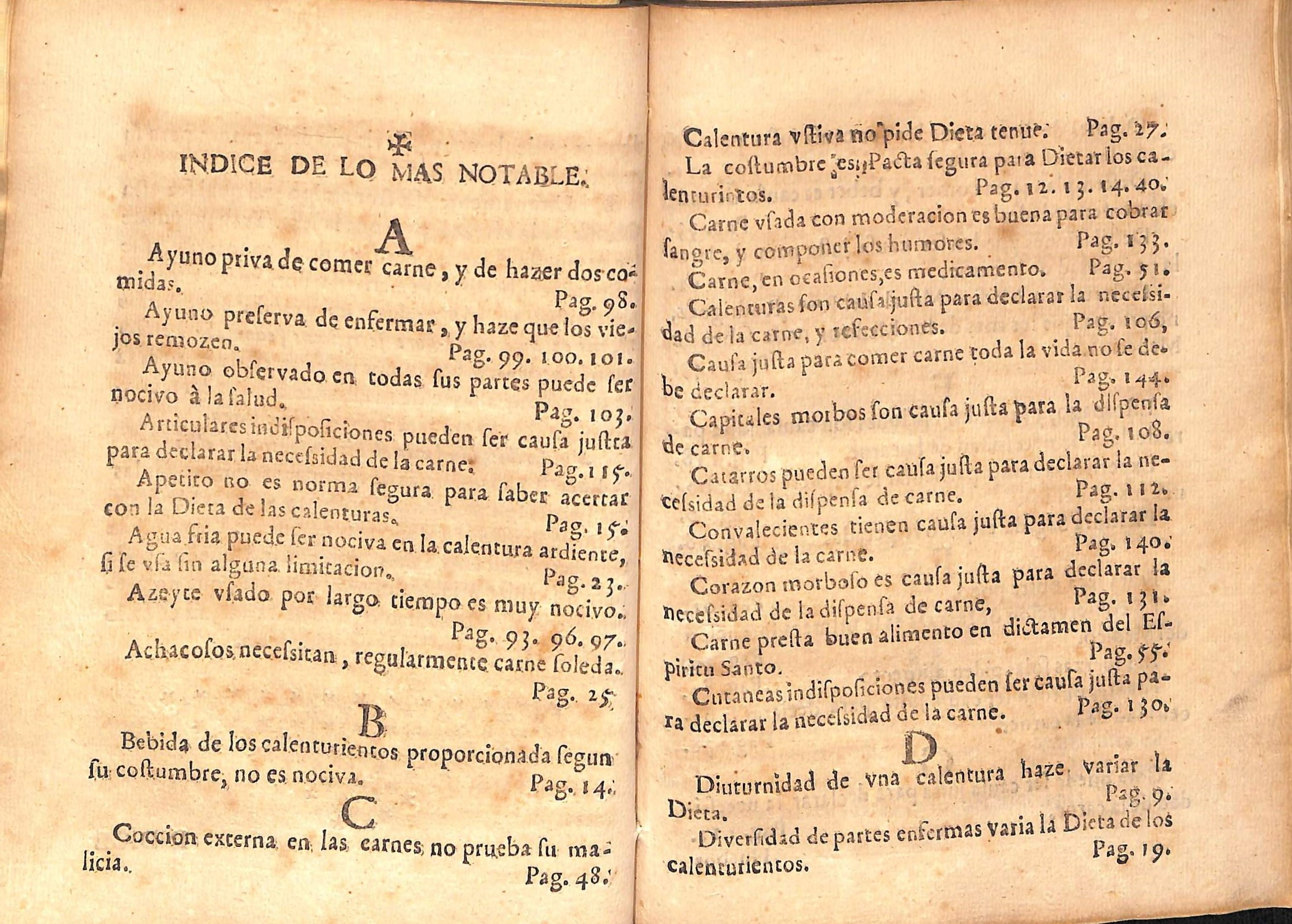
Miscelánea salacónica (1740). Índice
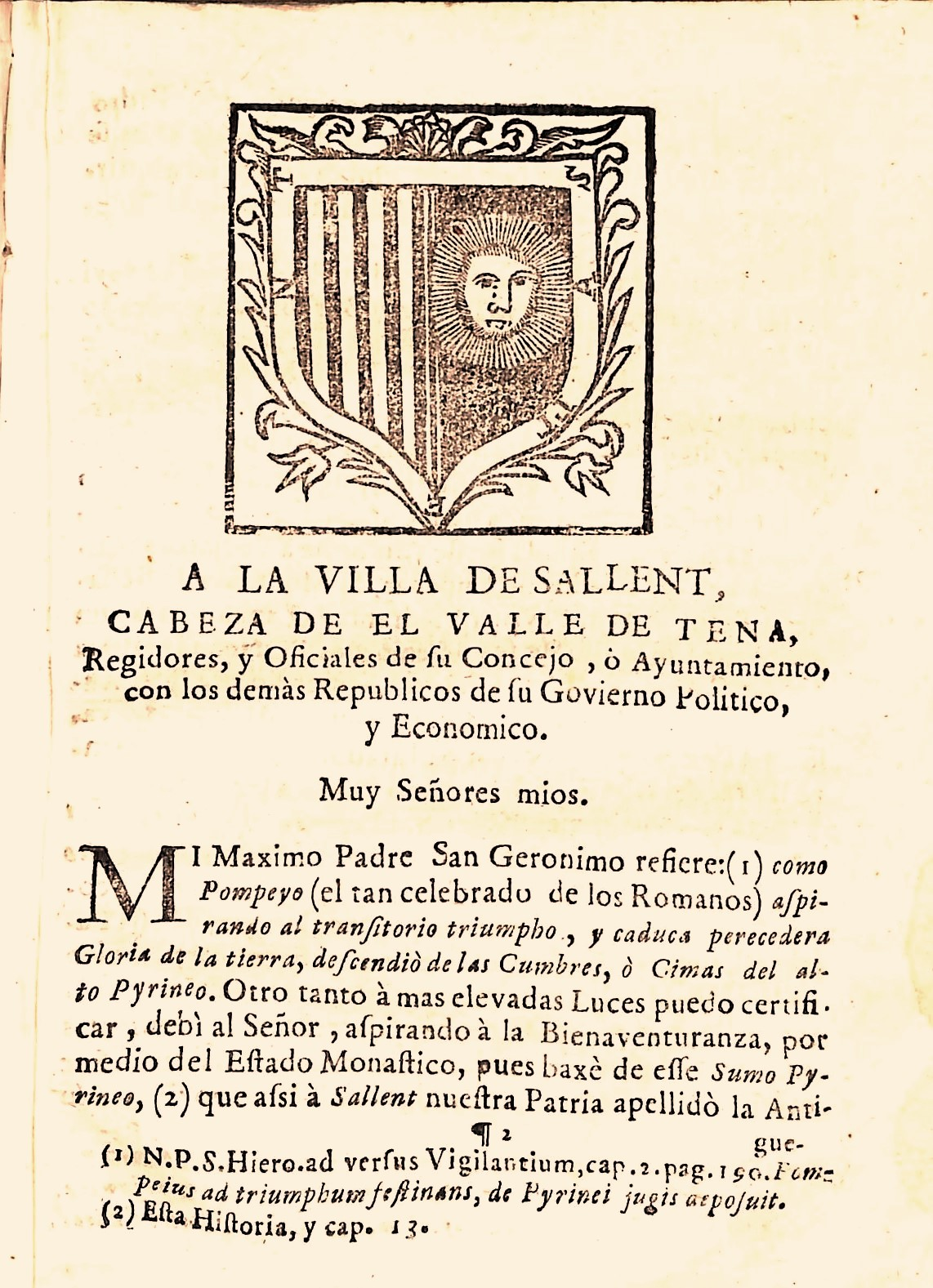
Sallent (1750). Grabado xilográfico con el escudo de la localidad
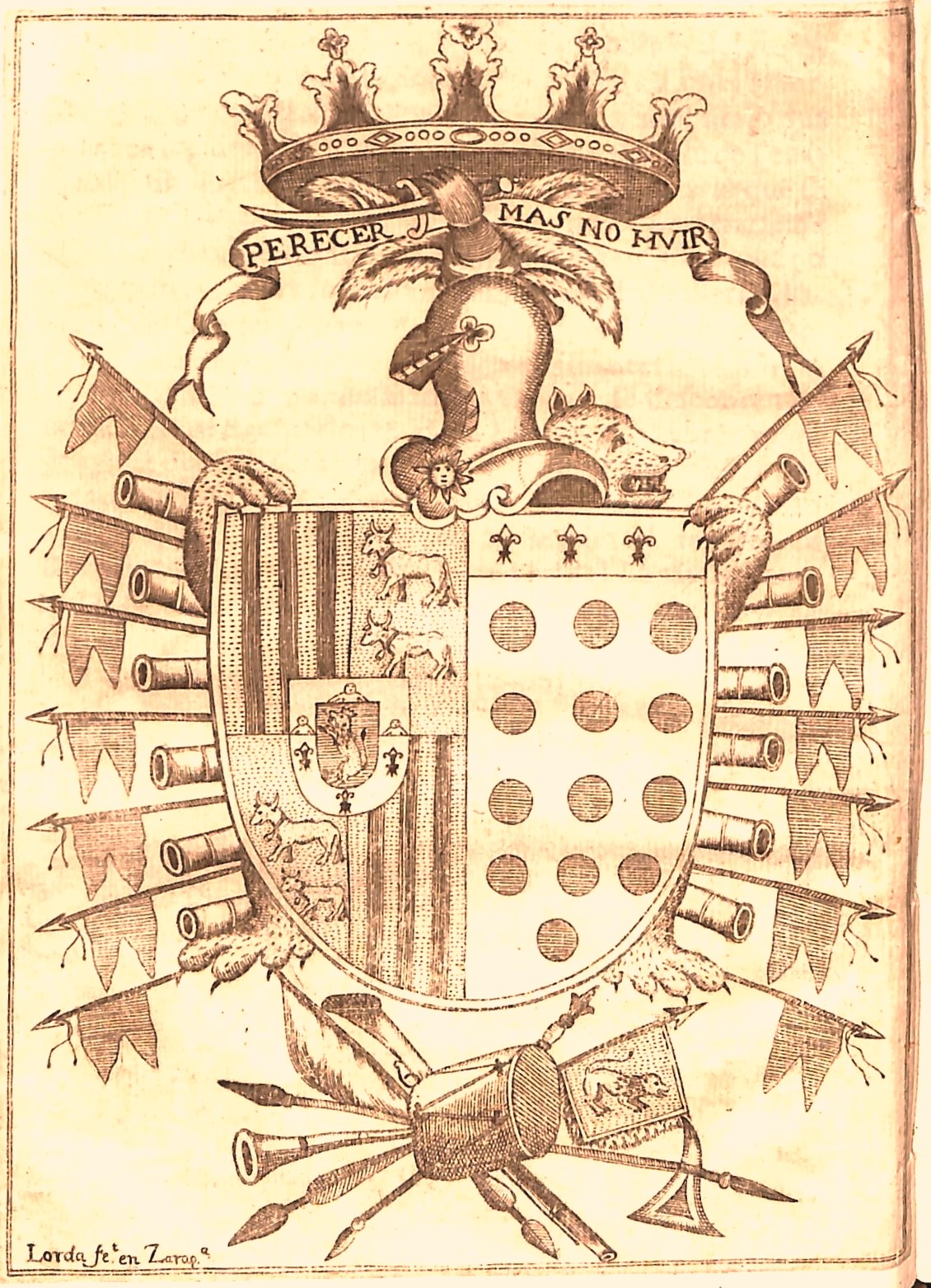
Sallent (1750). Grabado calcográfico firmado por Lorda[15] en Zaragoza